# Liste der Stolpersteine im Landkreis Heidenheim
Die Stolpersteine im Landkreis Heidenheim sind Teile des europaweiten Projekts „Stolpersteine“ des Künstlers Gunter Demnig. Es handelt sich um Mahnmale, die an das Schicksal der Menschen erinnern sollen, die im Landkreis Heidenheim gewohnt haben und von den Nationalsozialisten verfolgt, vertrieben, deportiert, ermordet oder in den Suizid getrieben wurden. Sie werden meist vor den letzten frei gewählten Wohnhäusern der NS-Opfer niveaugleich in das Pflaster bzw. den Belag des jeweiligen Gehwegs eingelassen.

## Liste der Stolpersteine im Landkreis Heidenheim
Zusammengefasste Adressen zeigen an, dass mehrere Stolpersteine an einem Ort verlegt wurden. Die Tabellen sind teilweise sortierbar. Die Grundsortierung erfolgt alphabetisch nach Städten bzw. Gemeinden des Landkreises und in der Folge nach den Personen.

### Burgberg
In  Burgberg wurde ein Stolperstein verlegt.
| Stolperstein | Inschrift | Standort                  | Name, Leben |
| ------------ | --- | ------------------------- | --- |
|              | HIER WOHNTE MARGARETE LUDWIG GEB. MAIER JG. 1878 EINGEWIESEN 1931 HEILANSTALT SCHUSSENRIED 'VERLEGT' 29.10.1940 GRAFENECK ERMORDET 29.10.1940 AKTION T4 | Stettbergstraße 39 (Lage) | Margarete Ludwig, Tötungsanstalt Grafeneck; Opfer der systematischen Massenmorde im Rahmen der „Aktion T4“ an Menschen mit körperlichen, geistigen und seelischen Behinderungen. |

### Giengen an der Brenz
In Giengen an der Brenz wurden 9 Stolpersteine an 9 Standorten verlegt.
| Stolperstein | Inschrift | Standort                     | Name, Leben |
| --- | --- | ---------------------------- | --- |
| | HIER WOHNTE MARTIN BADER JG. 1901 EINGEWIESEN 1938 HEILANSTALT SCHUSSENRIED 'VERLEGT' 14.6.1940 GRAFENECK ERMORDET 14.6.1940 'AKTION T4'      | Kirchplatz 5 (Lage)          | Martin Bader, Tötungsanstalt Grafeneck; Opfer der systematischen Massenmorde im Rahmen der „Aktion T4“ an Menschen mit körperlichen, geistigen und seelischen Behinderungen. |
| | HIER WOHNTE REINHOLD HÄHNLE JG. 1881 EINGEWIESEN 1928 HEILANSTALT SCHUSSENRIED 'VERLEGT' 23.8.1940 GRAFENECK ERMORDET 23.8.1940 AKTION T4     | Weinbergstraße 14 (Lage)     | Reinhold Hähnle, Tötungsanstalt Grafeneck; Opfer der systematischen Massenmorde im Rahmen der „Aktion T4“ an Menschen mit körperlichen, geistigen und seelischen Behinderungen. |
| | HIER WOHNTE MARIA KINZLER JG. 1899 EINGEWIESEN 1936 HEILANSTALT STETTEN I.R. 'VERLEGT' 18.9.1940 GRAFENECK ERMORDET 18.9.1940 'AKTION T4'     | Hohe Straße 1 (Lage)         | Maria Kinzler, Tötungsanstalt Grafeneck; Opfer der systematischen Massenmorde im Rahmen der „Aktion T4“ an Menschen mit körperlichen, geistigen und seelischen Behinderungen. |
| | HIER WOHNTE KARL KRAUSS JG. 1888 EINGEWIESEN 1931 HEILANSTALT SCHUSSENRIED 'VERLEGT' 23.8.1940 GRAFENECK ERMORDET 23.8.1940 'AKTION T4'       | Obertorstraße 11 (Lage)      | Karl Krauss, Tötungsanstalt Grafeneck; Opfer der systematischen Massenmorde im Rahmen der „Aktion T4“ an Menschen mit körperlichen, geistigen und seelischen Behinderungen. |
| | HIER WOHNTE FRIDA LANGER GEB. BERNEIS JG. 1888 GEDEMÜTIGT / ENTRECHTET VOR DEPORTATION FLUCHT IN DEN TOD 3. April 1942                        | Beim Kreuzstein 1 (Lage)     | Frida Langer, Suizid |
| | HIER WOHNTE BABETTE MACK JG. 1892 EINGEWIESEN 1936 HEILANSTALT STETTEN IM REMSTAL 'VERLEGT' 5.11.1940 GRAFENECK ERMORDET 5.11.1940 AKTION T4  | Gartenstraße 5 (Lage)        | Babette Mack, Tötungsanstalt Grafeneck; Opfer der systematischen Massenmorde im Rahmen der „Aktion T4“ an Menschen mit körperlichen, geistigen und seelischen Behinderungen. |
| Bild gesucht Die Wikipedia wünscht sich an dieser Stelle ein Bild. Weitere Infos zum Motiv findest du vielleicht auf der Diskussionsseite . Falls du dabei helfen möchtest, erklärt die Anleitung , wie das geht. | HIER WOHNTE CHRISTINE MAYER JG. 1900 EINGEWIESEN 1931 HEILANSTALT SCHUSSENRIED 'VERLEGT' 29.10.1940 GRAFENECK ERMORDET 29.10.1940 'AKTION T4' | Kirchgasse 5 (Lage)          | Christine Mayer, Tötungsanstalt Grafeneck; Opfer der systematischen Massenmorde im Rahmen der „Aktion T4“ an Menschen mit körperlichen, geistigen und seelischen Behinderungen. Der Stolperstein wurde 2023 wegen Tiefbauarbeiten zur Umgestaltung des Lamm-Areals vorübergehend entnommen. |
| | HIER WOHNTE ANNA SCHOCK JG. 1886 EINGEWIESEN 1916 HEILANSTALT SCHUSSENRIED 'VERLEGT' 29.10.1940 GRAFENECK ERMORDET 29.10.1940 AKTION T4       | Marktstraße 53 (Lage)        | Anna Schock, Tötungsanstalt Grafeneck; Opfer der systematischen Massenmorde im Rahmen der „Aktion T4“ an Menschen mit körperlichen, geistigen und seelischen Behinderungen. |
| | HIER WOHNTE ERNST WOLFF JG. 1902 EINGEWIESEN 1921 HEILANSTALT WEISSENAU 'VERLEGT' 27.5.1940 GRAFENECK ERMORDET 27.5.1940 'AKTION T4'          | Heidenheimer Straße 5 (Lage) | Ernst Wolff, Tötungsanstalt Grafeneck; Opfer der systematischen Massenmorde im Rahmen der „Aktion T4“ an Menschen mit körperlichen, geistigen und seelischen Behinderungen. |

### Heidenheim an der Brenz
In Heidenheim an der Brenz wurden 17 Stolpersteine an 11 Standorten verlegt.
| Stolperstein                                                                                            | Inschrift | Standort                                        | Name, Leben |
| --- | --- | ----------------------------------------------- | --- |
| | HIER WOHNTE FRIEDERIKE GATTER JG. 1891 SEIT 1920 VERSCHIEDENE HEILANSTALTEN 'VERLEGT' 9.1.1941 BERNBURG/SAALE ERMORDET 9.1.1941 AKTION T4                   | Theodor-Heuss-Straße (Lage)                     | Friederike Gatter, Tötungsanstalt Bernburg; Opfer der systematischen Massenmorde im Rahmen der „Aktion T4“ an Menschen mit körperlichen, geistigen und seelischen Behinderungen. |
| | HIER WOHNTE HEINRICH-TALMON GROSS JG. 1882 IM WIDERSTAND SPD VERHAFTET 1933 HEUBERG 1937 DACHAU ERMORDET 20.2.1945                                          | Schießstraße 17 (Lage)                          | Heinrich Talmon Groß, Lager Heuberg |
| | HIER WOHNTE HANS JONTOFSOHN JG. 1911 DEPORTIERT 1941 RIGA ? FÜR TOT ERKLÄRT                                                                                 | Am Jagdschlössle 31 (Lage)                      | Hans Jontofsohn, KZ Riga-Kaiserwald |
| HIER WOHNTE HUGO JONTOFSOHN JG. 1878 DEPORTIERT 1942 THERESIENSTADT ERMORDET IN TREBLINKA               | Am Jagdschlössle 31 (Lage) | Hugo Jontofsohn, Vernichtungslager Treblinka    | |
| HIER WOHNTE ROSALIE JONTOFSOHN GEB. ISAAK JG. 1881 DEPORTIERT 1942 THERESIENSTADT ERMORDET IN TREBLINKA | Am Jagdschlössle 31 (Lage) | Rosalie Jontofsohn, Vernichtungslager Treblinka | |
| | HIER WOHNTE AUGUST JOOS JG. 1886 IM WIDERSTAND VERHAFTET 1944 'WEHRKRAFTZERSETZUNG UND FEINDBEGÜNSTIGUNG' DESSAU-ROSSLAU TOT 22.2.1945                      | Andreasstraße 21 (Lage)                         | August Joos, KZ Roßlau |
| | HIER WOHNTE LUDWIG KENTNER JG. 1885 IM WIDERSTAND/KPD VERHAFTET 1933 HEUBERG 1933 OBERER KUHBERG 1939 BUCHENWALD TOT 24.2.1944                              | Felsenstraße 73 (Lage)                          | Ludwig Kentner, KZ Oberer Kuhberg |
| | HIER WOHNTE LOUIS KLAU JG. 1884 FLUCHT IN DEN TOD 1938 IN MÜNCHEN                                                                                           | Karlstraße 2 (Lage)                             | Louis Klau, Suizid |
| HIER WOHNTE SOFIE KLAU GEB. FRANKENTHALER JG. 1888 DEPORTIERT 1942 PIASKI ? FÜR TOT ERKLÄRT             | Karlstraße 2 (Lage) | Sofie Klau, Lager Piaski                        | |
| | HIER WOHNTE FRIDA LANKSWEIRT GEB: SCHMEISER JG. 1889 EINGEWIESEN 1923 HEILANSTALT SCHUSSENRIED 'VERLEGT' 29.10.1940 GRAFENECK ERMORDET 29.10.1940 AKTION T4 | Schloßstraße 13 (Lage)                          | Frida Lanksweirt, Tötungsanstalt Grafeneck; Opfer der systematischen Massenmorde im Rahmen der „Aktion T4“ an Menschen mit körperlichen, geistigen und seelischen Behinderungen. |
| | GOETHESTR. 7 WOHNTE ERNST MAIER JG. 1891 VERHAFTET 1942 'HEIMTÜCKEGESETZ' 'SCHUTZHAFT' 1943 WELZHEIM, DACHAU NATZWEILER TOT 13.2.1945 FLOSSENBÜRG           | Goethestraße 7 (Lage)                           | Ernst Maier wurde nach dem Heimtückegesetz verhaftet, kam in das Schutzhaftlager Welzheim, später in das KZ Dachau und in das KZ Natzweiler-Struthof. Er wurde im KZ Flossenbürg ums Leben gebracht. Der verlegte Stolperstein wurde wegen Belagsarbeiten entnommen, sein Verbleib ist unklar. Ein Ersatz-Stolperstein wurde am 13. März 2019 im Gehweg auf der gegenüberliegenden Straßenseite verlegt, da die Grundstückseigentümer dem Einbau nicht zugestimmt hatten. Die erste Zeile lautet daher nicht wie üblich "HIER WOHNTE", sondern "GOETHESTR. 7 WOHNTE". Der eingeschlagene Name Ernst Maier weist zum Gebäude Goethestr. 7. Der Einbau des Stolpersteins erfolgte durch einen Mitarbeiter der Stadt Heidenheim. |
| | HIER WOHNTE ARTHUR METZGER JG. 1887 DEPORTIERT 1941 RIGA ? FÜR TOT ERKLÄRT                                                                                  | Hauptstraße 36 (Lage)                           | Arthur Metzger |
| HIER WOHNTE JENNY METZGER GEB. EHRLICH JG. 1895 DEPORTIERT 1941 RIGA ? FÜR TOT ERKLÄRT                  | Hauptstraße 36 (Lage) | Jenny Metzger                                   | |
| HIER WOHNTE WILHELM METZGER JG. 1922 DEPORTIERT 1941 RIGA ? FÜR TOT ERKLÄRT                             | Hauptstraße 36 (Lage) | Wilhelm Metzger                                 | |
| | HIER WOHNTE FRIDA VOLLWEILER GEB. EINSTEIN JG.1884 GEDEMÜTIGT/ENTRECHTET FLUCHT 1939 USA                                                                    | Wilhelmstraße 11 (Lage)                         | Frida Vollweiler, Flucht in die USA |
| HIER WOHNTE LIEBMANN VOLLWEILER JG. 1875 GEDEMÜTIGT/ENTRECHTET FLUCHT 1939 USA                          | Wilhelmstraße 11 (Lage) | Liebmann Vollweiler, Flucht in die USA          | |
| | HIER WOHNTE HEINRICH WEISS JG. 1892 IM WIDERSTAND VERHAFTET 1944 'WEHRKRAFTZERSETZUNG' BUCHENWALD ERMORDET 31.12.1944                                       | Felsenstraße 61 (Lage)                          | Heinrich Weiß, KZ Buchenwald |

### Hermaringen
In Hermaringen wurde ein Stolperstein verlegt.
| Stolperstein | Inschrift | Standort             | Name, Leben            |
| ------------ | --- | -------------------- | ---------------------- |
|              | HIER WOHNTE GEORG ELSER JG. 1903 ATTENTAT AUF HITLER 8.11.1939 AUF FLUCHT VERHAFTET 8.11.1939 SACHSENHAUSEN ERSCHOSSEN 9.4.1945 DACHAU | Karlstraße 29 (Lage) | Georg Elser, KZ Dachau |

### Sachsenhausen
In  Sachsenhausen wurde ein Stolperstein verlegt.
| Stolperstein | Inschrift | Standort              | Name, Leben |
| ------------ | --- | --------------------- | --- |
|              | IN GIENGEN-SACHSENHAUSEN WOHNTE LEONHARD HÄUSSLER JG. 1897 EINGEWIESEN 1924 HEILANSTALT SCHUSSENRIED 'VERLEGT' 14.6.1940 GRAFENECK ERMORDET 14.6.1940 AKTION T4 | Sachsenstr. 26 (Lage) | Leonhard Häußler, Tötungsanstalt Grafeneck; Opfer der systematischen Massenmorde im Rahmen der „Aktion T4“ an Menschen mit körperlichen, geistigen und seelischen Behinderungen. Aufgrund der nicht bekannten letzten Wohnadresse war geplant, den Stolperstein beim örtlichen Kriegerdenkmal einzubauen. Die erste Zeile lautet daher nicht wie üblich "HIER WOHNTE", sondern "IN GIENGEN-SACHSENHAUSEN WOHNTE". Wenige Tage vor der Verlegung konnten Straße und Hausnummer ermittelt werden, eine Textanpassung war nicht mehr möglich. |

### Steinheim am Albuch
In Steinheim am Albuch wurde ein Stolperstein verlegt.
| Stolperstein | Inschrift | Standort              | Name, Leben                                       |
| ------------ | --- | --------------------- | ------------------------------------------------- |
|              | HIER WOHNTE SOFONIAS THEUSS JG. 1875 IM WIDERSTAND VERHAFTET 1943 'WEHRKRAFTZERSETZUNG' OLG. STUTTGART GEFÄNGNIS ULM ERMORDET 26.3.1945 BERLIN-PLÖTZENSEE | Pfarrstraße 20 (Lage) | Sofonias Theuss, Justizvollzugsanstalt Plötzensee |

## Verlegedaten
- 27. April 2006: Heidenheim an der Brenz (Am Jagdschlössle 31, Hauptstraße 36, Karlstraße 2)
- 3. Oktober 2009: Hermaringen
- 10. September 2013: Heidenheim an der Brenz (Andreasstraße 21, Felsenstraße 61 und 73, Goethestraße 7, Schießstraße 17), Steinheim am Albuch
- 13. März 2019: Ersatzverlegung des Stolpersteines für Ernst Maier in Heidenheim an der Brenz
- 22. November 2022: Giengen an der Brenz (Kirchplatz 5, Hohe Straße 1, Obertorstraße 11, Kirchgasse 5, Heidenheimer Straße 5)
- 10. Februar 2024: Burgberg, Giengen an der Brenz (Weinbergstraße 14, Beim Kreuzstein 1, Gartenstraße 5, Marktstraße 53), Sachsenhausen
- 15. März 2024: Heidenheim an der Brenz (Theodor-Heuss-Straße, Wilhelmstraße 11, Schloßstraße 13)